# Martin Matas
Martin Matas, född 13 januari 1976 i Topoľčany, är en slovakisk tidigare handbollsspelare (högernia). Han spelade bland annat i den svenska högsta ligan för IFK Skövde (65 matcher, 253 mål) och Redbergslids IK (SM-guld 2003).

## Klubbar
- UHC Stockerau (1996–1999)
- IFK Skövde (1999–2001)
- ? (2001–2002)
- Redbergslids IK (2002–2004)
  - →  HP Tibro (lån, 2004)
- Sandefjord TIF (2004–2005)
- MŠK Považská Bystrica (2005–2006)
- Füchse Berlin (2006–2007)
- Grupo Covadonga (2007–2008)